# Palatul Sporturilor Comunității din Madrid
Palatul Sporturilor Comunității din Madrird (în spaniolă Palacio de Deportes de la Comunidad de Madrid), numit din noiembrie 2016 WiZink  Center din motive de sponsorizare, este o arenă sportivă acoperită situată în Madrid, Spania. Capacitatea sa este de 13.000 de persoane pentru meciurile de baschet, de 14.000 pentru cele de handbal și 15.500 pentru concerte (cu o rampă pe care se stă în picioare).
Fosta clădire, care a fost construită în 1960, a fost distrusă de un incendiu în anul 2001. Arhitecții Enrique Hermoso și Paloma Huidobro au proiectat o arenă nouă în stil high-tech, care a fost construită în același loc, între 2002 și 2005.
Arena a găzduit două mari evenimente internaționale de baschet în primul deceniu al secolului al XXI-lea. A găzduit faza eliminatorie a Eurobaschet 2007, iar în anul următor a găzduit Final Four-ul Euroligii 2007-2008. De asemenea, a găzduit de trei ori finala Cupei Regelui la baschet în 2006, 2009 și 2011.
Arena a fost, de asemenea, locul unde s-au jucat finala Cupei Mondiale de Baschet Masculin FIBA 2014 și Final Four-ul Euroligii 2014-2015.

## Istoria

### Originile (1874-1960)
Până la sfârșitul secolului al XIX-lea, zona în care se află Centrul de Sport era o zonă cu livezi în perimetrul orașului, în continuarea străzii Goya, la marginea extinderii realizate la cererea marchizului de Salamanca. În anul 1872, primarul de atunci al orașului Madrid, Contele de Toreno a pus piatra de temelie a unei noi arene pentru tauri întrucât cea veche, situată lângă Puerta de Alcalá, a fost demolată pentru construirea unui nou cartier. Doi ani mai târziu, pe 4 septembrie 1874 a fost inaugurată arena nouă, după un proiect realizat în stil neomudéjar și proiectat de arhitecții Álvarez Lorenzo Capra și Emilio Rodriguez Ayuso.
Ca urmare a creșterii populației orașului și a marii prețuiri pe care populația o acorda luptelor cu tauri, piața a devenit mică, și în 1931 s-a deschis o nouă arena, Monumental de Las Ventas lângă izvorul Abroñigal. Timp de trei ani piața a fost practic nefolosită, așa că luptele cu tauri s-au ținut în continuare în vechea arenă. Ultima a avut loc pe 14 octombrie 1934. O săptămână mai târziu, pe 21 octombrie, a fost inaugurată oficial Plaza de Las Ventas. 
Locul a rămas gol ani de zile, dată fiind starea de sărăcie în care se găsea țara după Războiul Civil și în anii de după război. În cele din urmă, în 1952, primarul José María Gutiérrez del Castillo a promovat construirea unui arene acoperite, cum existau deja în alte capitale Europene. În 1953 a fost organizat un concurs pentru realizarea palatului. În 1956 Delegația Națională Sportivă, a optat pentru proiectul arhitecților José Soteras și Lorenzo Garcia Barbon, autorii Palatului Sporturilor din Barcelona inaugurat cu un an înainte pentru a găzdui Jocurile Mediteraneene.

### Prima arenă (1960-2001)
Proiectul palatului consta dintr-o clădire circulară de 115 m în diametru, construită din beton armat și cu acoperiș de metal. Lucrarea a costat 56 de milioane de pesetas.
Capacitatea inițială a fost de 10.000 de locuri până la 16.000 în funcție de activitățile care se desfășurau. Astfel, de exemplu, pentru probele de ciclism erau 10.609 locuri, iar pentru cele de box 16.137.
Palatul a fost inaugurat în 1960. În 1969 a fost extins cu terenuri de baschet, ciclism, hochei și atletism. În 1985 dreptul de proprietate asupra palatului a fost transferat Comunității Madridului, care a întreprins o reformă cuprinzătoare a clădirii.
În 41 de ani de viață a acestui palat al sporturilor s-au desfășurat o serie de competiții sportive de baschet, atletism, box, handbal, arte marțiale, ciclism și gimnastică, precum și de concursuri de echitație, patinaj, hochei și trial. A găzduit echipa Real Madrid din 1986 până în 1998 și Estudiantes din 1987 până la incendiu.
La 28 iunie 2001, Centrul Sportiv a suferit un incendiu și a ajuns în stadiul de ruină.

### Arena reconstruită (2005–prezent)

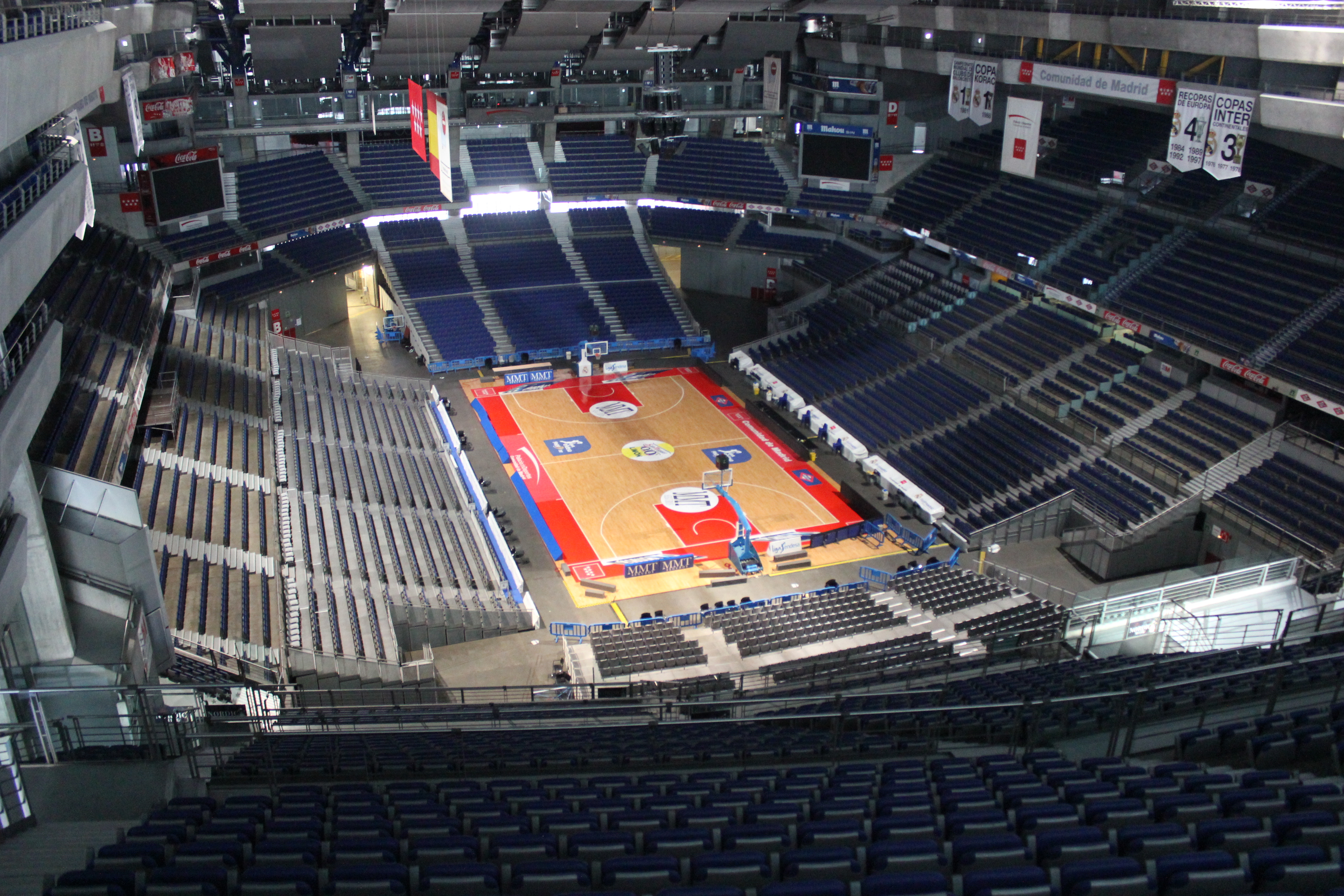
Interior

După incendiu, Comunitatea Madrid a decis să construiască o nouă clădire în același loc. Aceasta a fost proiectată de arhitecții Enrique Hermoso și Paloma Huidobro. Construcția sa a început la data de 20 februarie 2002, cu un buget de 124 de milioane de euro. Palatul a fost inaugurat la 16 februarie 2005 de către Primarul Alberto Ruiz Gallardon și de președintele Comunității Madrid, Esperanza Aguirre. Are o capacitate variabilă în funcție de evenimentul ce urmează să fie găzduit:
- Atletism: 10.000 (cu pista de 200 m și 6 culoare).
- Handbal: 14.000.
- Baschet: 13.000.
- Concerte: 15.500 (cu rampă pentru stat în picioare).